# Piłka wodna na Letnich Igrzyskach Olimpijskich 2020 – turniej mężczyzn
Turniej olimpijski w piłce wodnej mężczyzn podczas XXXII Letnich Igrzysk Olimpijskich w Tokio odbył się w dniach od 25 lipca 2021 do 8 sierpnia 2021. Do rywalizacji przystąpiło 12 drużyn. Areną zawodów było Tatsumi Water Polo Centre. Mistrzami olimpijskimi zostali Serbowie.

## Uczestnicy
| Mężczyźni                         | Mężczyźni              | Mężczyźni | Mężczyźni                   |
| Nazwa imprezy                     | Data przeprowadzenia   | Gospodarz | Zakwalifikowani             |
| --------------------------------- | ---------------------- | --------- | --------------------------- |
| Gospodarz                         | –                      | –         | Japonia                     |
| Finał Ligi Światowej 2019         | 18–23 czerwca 2019     | Belgrad   | Serbia                      |
| Mistrzostwa Świata 2019           | 15–27 lipca 2019       | Gwangju   | Włochy Hiszpania            |
| Igrzyska Panamerykańskie 2019     | 4–10 sierpnia 2019     | Lima      | Stany Zjednoczone           |
| Kontynentalny wybór w Oceanii     | –                      | –         | Australia                   |
| Kontynentalny wybór w Afryce      | –                      | –         | Południowa Afryka           |
| Mistrzostwa Europy 2020           | 14–26 stycznia 2020    | Budapeszt | Węgry                       |
| Igrzyska Azjatyckie 2018          | –                      | Dżakarta  | Kazachstan                  |
| Olimpijski Turniej Kwalifikacyjny | 31 maja–7 czerwca 2020 | Rotterdam | Chorwacja Grecja Czarnogóra |

## System rozgrywek
Do rywalizacji przystąpiło 12 drużyn, które zostały podzielone na dwie grupy. W każdej z nich zmagania toczyły się systemem kołowym (tj. każdy z każdym, po jednym meczu). Cztery najlepsze drużyny z każdej grupy awansowały ćwierćfinałów. Drużyny, które zwyciężył w ćwierćfinałach, zmierzyły się w półfinałach i finale w walce o medale olimpijskie, natomiast przegrane rozegrały mecze o miejsca 5-8.

## Rozgrywki

### Rozgrywki grupowe

#### Grupa A
| Drużyna           | M | Mecze | Mecze | Mecze | Bramki | Bramki | Bramki | Pkt |
| Drużyna           | M | W     | R     | P     | +      | –      | +/-    | Pkt |
| ----------------- | - | ----- | ----- | ----- | ------ | ------ | ------ | --- |
| Grecja            | 5 | 4     | 1     | 0     | 68     | 34     | +34    | 9   |
| Włochy            | 5 | 3     | 2     | 0     | 60     | 32     | +28    | 8   |
| Węgry             | 5 | 3     | 1     | 1     | 64     | 35     | +29    | 7   |
| Stany Zjednoczone | 5 | 2     | 0     | 3     | 59     | 53     | +6     | 4   |
| Japonia (G)       | 5 | 1     | 0     | 4     | 65     | 66     | −1     | 2   |
| Południowa Afryka | 5 | 0     | 0     | 5     | 20     | 116    | −96    | 0   |

godziny zostały podane w czasie japońskim (UTC+9)
| 25 lipca 202110:00 | Południowa Afryka | 2:21(0:2, 2:8, 0:7, 0:4) | Włochy | Tatsumi Water Polo Centre, Tokio Sędzia: Wiktor Salniczenko Stanko Ivanovski |
| 25 lipca 202110:00 |                   | 2:21(0:2, 2:8, 0:7, 0:4) |        | Tatsumi Water Polo Centre, Tokio Sędzia: Wiktor Salniczenko Stanko Ivanovski |

| 25 lipca 202111:30 | Węgry | 9:10(3:2, 3:4, 2:3, 1:1) | Grecja | Tatsumi Water Polo Centre, Tokio Sędzia: Michiel Zwart Vojin Putniković |
| 25 lipca 202111:30 |       | 9:10(3:2, 3:4, 2:3, 1:1) |        | Tatsumi Water Polo Centre, Tokio Sędzia: Michiel Zwart Vojin Putniković |

| 25 lipca 202111:00 | Stany Zjednoczone | 15:13(3:3, 4:5, 4:2, 4:3) | Japonia | Tatsumi Water Polo Centre, Tokio Sędzia: Sébastien Dervieux Arkadiy Voevodin |
| 25 lipca 202111:00 |                   | 15:13(3:3, 4:5, 4:2, 4:3) |         | Tatsumi Water Polo Centre, Tokio Sędzia: Sébastien Dervieux Arkadiy Voevodin |

| 27 lipca 202110:00 | Południowa Afryka | 3:20(0:3, 1:9, 1:3, 1:5) | Stany Zjednoczone | Tatsumi Water Polo Centre, Tokio Sędzia: Zhang Liang Vojin Putniković |
| 27 lipca 202110:00 |                   | 3:20(0:3, 1:9, 1:3, 1:5) |                   | Tatsumi Water Polo Centre, Tokio Sędzia: Zhang Liang Vojin Putniković |

| 27 lipca 202115:30 | Włochy | 6:6(1:1, 1:1, 0:4, 4:0) | Grecja | Tatsumi Water Polo Centre, Tokio Sędzia: Xevi Buch Stanko Ivanovski |
| 27 lipca 202115:30 |        | 6:6(1:1, 1:1, 0:4, 4:0) |        | Tatsumi Water Polo Centre, Tokio Sędzia: Xevi Buch Stanko Ivanovski |

| 27 lipca 202118:20 | Japonia | 11:16(3:4, 5:4, 2:5, 1:3) | Węgry | Tatsumi Water Polo Centre, Tokio Sędzia: Michiel Zwart Nenad Periš |
| 27 lipca 202118:20 |         | 11:16(3:4, 5:4, 2:5, 1:3) |       | Tatsumi Water Polo Centre, Tokio Sędzia: Michiel Zwart Nenad Periš |

| 29 lipca 202110:00 | Węgry | 23:1(4:0, 5:0, 8:0, 6:1) | Południowa Afryka | Tatsumi Water Polo Centre, Tokio Sędzia: Daniel Daners Germán Moller |
| 29 lipca 202110:00 |       | 23:1(4:0, 5:0, 8:0, 6:1) |                   | Tatsumi Water Polo Centre, Tokio Sędzia: Daniel Daners Germán Moller |

| 29 lipca 202114:00 | Stany Zjednoczone | 11:12(4:2, 3:3, 2:3, 2:4) | Włochy | Tatsumi Water Polo Centre, Tokio Sędzia: Sébastien Dervieux Nenad Periš |
| 29 lipca 202114:00 |                   | 11:12(4:2, 3:3, 2:3, 2:4) |        | Tatsumi Water Polo Centre, Tokio Sędzia: Sébastien Dervieux Nenad Periš |

| 29 lipca 202118:20 | Grecja | 10:9(1:1, 4:4, 2:1, 3:3) | Japonia | Tatsumi Water Polo Centre, Tokio Sędzia: Adrian Alexandrescu Vojin Putniković |
| 29 lipca 202118:20 |        | 10:9(1:1, 4:4, 2:1, 3:3) |         | Tatsumi Water Polo Centre, Tokio Sędzia: Adrian Alexandrescu Vojin Putniković |

| 31 lipca 202114:00 | Stany Zjednoczone | 8:11(1:2, 3:3, 0:3, 4:3) | Węgry | Tatsumi Water Polo Centre, Tokio Sędzia: Xevi Buch Arkadiy Voevodin |
| 31 lipca 202114:00 |                   | 8:11(1:2, 3:3, 0:3, 4:3) |       | Tatsumi Water Polo Centre, Tokio Sędzia: Xevi Buch Arkadiy Voevodin |

| 31 lipca 202118:20 | Włochy | 16:8(5:0, 3:3, 3:1, 5:4) | Japonia | Tatsumi Water Polo Centre, Tokio Sędzia: Stanko Ivanovski Nenad Periš |
| 31 lipca 202118:20 |        | 16:8(5:0, 3:3, 3:1, 5:4) |         | Tatsumi Water Polo Centre, Tokio Sędzia: Stanko Ivanovski Nenad Periš |

| 31 lipca 202119:50 | Południowa Afryka | 5:28(1:7, 2:5, 1:7, 1:9) | Grecja | Tatsumi Water Polo Centre, Tokio Sędzia: John Waldow Zhang Liang |
| 31 lipca 202119:50 |                   | 5:28(1:7, 2:5, 1:7, 1:9) |        | Tatsumi Water Polo Centre, Tokio Sędzia: John Waldow Zhang Liang |

| 2 sierpnia 202110:00 | Węgry | 5:5(2:1, 2:1, 1:1, 0:2) | Włochy | Tatsumi Water Polo Centre, Tokio Sędzia: Xevi Buch Arkadiy Voevodin |
| 2 sierpnia 202110:00 |       | 5:5(2:1, 2:1, 1:1, 0:2) |        | Tatsumi Water Polo Centre, Tokio Sędzia: Xevi Buch Arkadiy Voevodin |

| 2 sierpnia 202111:30 | Grecja | 14:5(4:1, 2:2, 5:2, 3:0) | Stany Zjednoczone | Tatsumi Water Polo Centre, Tokio Sędzia: Adrian Alexandrescu Michiel Zwart |
| 2 sierpnia 202111:30 |        | 14:5(4:1, 2:2, 5:2, 3:0) |                   | Tatsumi Water Polo Centre, Tokio Sędzia: Adrian Alexandrescu Michiel Zwart |

| 2 sierpnia 202118:20 | Japonia | 24:9(5:4, 7:4, 6:1, 6:0) | Południowa Afryka | Tatsumi Water Polo Centre, Tokio Sędzia: John Waldow Vojin Putniković |
| 2 sierpnia 202118:20 |         | 24:9(5:4, 7:4, 6:1, 6:0) |                   | Tatsumi Water Polo Centre, Tokio Sędzia: John Waldow Vojin Putniković |

#### Grupa B
| Drużyna    | M | Mecze | Mecze | Mecze | Bramki | Bramki | Bramki | Pkt |
| Drużyna    | M | W     | R     | P     | +      | –      | +/-    | Pkt |
| ---------- | - | ----- | ----- | ----- | ------ | ------ | ------ | --- |
| Hiszpania  | 5 | 5     | 0     | 0     | 61     | 31     | +30    | 10  |
| Chorwacja  | 5 | 3     | 0     | 2     | 62     | 46     | +16    | 6   |
| Serbia     | 5 | 3     | 0     | 2     | 70     | 46     | +24    | 6   |
| Czarnogóra | 5 | 2     | 0     | 3     | 54     | 56     | −2     | 4   |
| Australia  | 5 | 2     | 0     | 3     | 49     | 60     | −11    | 4   |
| Kazachstan | 5 | 0     | 0     | 5     | 35     | 92     | −57    | 0   |

godziny zostały podane w czasie japońskim (UTC+9)
| 25 lipca 202115:30 | Australia | 10:15(5:4, 2:2, 1:4, 2:5) | Czarnogóra | Tatsumi Water Polo Centre, Tokio Sędzia: Adrian Alexandrescu Alessandro Severo |
| 25 lipca 202115:30 |           | 10:15(5:4, 2:2, 1:4, 2:5) |            | Tatsumi Water Polo Centre, Tokio Sędzia: Adrian Alexandrescu Alessandro Severo |

| 25 lipca 202118:20 | Serbia | 12:13(3:3, 3:5, 3:2, 3:3) | Hiszpania | Tatsumi Water Polo Centre, Tokio Sędzia: Michael Goldenberg Georgios Stavridis |
| 25 lipca 202118:20 |        | 12:13(3:3, 3:5, 3:2, 3:3) |           | Tatsumi Water Polo Centre, Tokio Sędzia: Michael Goldenberg Georgios Stavridis |

| 25 lipca 202119:50 | Chorwacja | 23:7(4:1, 6:3, 8:1, 5:2) | Kazachstan | Tatsumi Water Polo Centre, Tokio Sędzia: Dion Willis Frank Ohme |
| 25 lipca 202119:50 |           | 23:7(4:1, 6:3, 8:1, 5:2) |            | Tatsumi Water Polo Centre, Tokio Sędzia: Dion Willis Frank Ohme |

| 27 lipca 202111:30 | Czarnogóra | 6:8(2:3, 1:2, 2:2, 1:1) | Hiszpania | Tatsumi Water Polo Centre, Tokio Sędzia: Sébastien Dervieux Georgios Stavridis |
| 27 lipca 202111:30 |            | 6:8(2:3, 1:2, 2:2, 1:1) |           | Tatsumi Water Polo Centre, Tokio Sędzia: Sébastien Dervieux Georgios Stavridis |

| 27 lipca 202114:00 | Kazachstan | 5:19(2:4, 1:3, 2:6, 0:6) | Serbia | Tatsumi Water Polo Centre, Tokio Sędzia: Adrian Alexandrescu György Kun |
| 27 lipca 202114:00 |            | 5:19(2:4, 1:3, 2:6, 0:6) |        | Tatsumi Water Polo Centre, Tokio Sędzia: Adrian Alexandrescu György Kun |

| 27 lipca 202119:50 | Australia | 11:8(3:3, 2:0, 2:3, 4:2) | Chorwacja | Tatsumi Water Polo Centre, Tokio Sędzia: Frank Ohme Michael Goldenberg |
| 27 lipca 202119:50 |           | 11:8(3:3, 2:0, 2:3, 4:2) |           | Tatsumi Water Polo Centre, Tokio Sędzia: Frank Ohme Michael Goldenberg |

| 29 lipca 202111:30 | Hiszpania | 16:4(3:0, 3:0, 5:2, 5:2) | Kazachstan | Tatsumi Water Polo Centre, Tokio Sędzia: Michael Goldenberg Dion Willis |
| 29 lipca 202111:30 |           | 16:4(3:0, 3:0, 5:2, 5:2) |            | Tatsumi Water Polo Centre, Tokio Sędzia: Michael Goldenberg Dion Willis |

| 29 lipca 202115:30 | Chorwacja | 13:8(1:1, 6:4, 4:3, 2:0) | Czarnogóra | Tatsumi Water Polo Centre, Tokio Sędzia: Arkadiy Voevodin György Kun |
| 29 lipca 202115:30 |           | 13:8(1:1, 6:4, 4:3, 2:0) |            | Tatsumi Water Polo Centre, Tokio Sędzia: Arkadiy Voevodin György Kun |

| 29 lipca 202119:50 | Serbia | 14:8(6:0, 4:1, 1:2, 3:5) | Australia | Tatsumi Water Polo Centre, Tokio Sędzia: Frank Ohme Georgios Stavridis |
| 29 lipca 202119:50 |        | 14:8(6:0, 4:1, 1:2, 3:5) |           | Tatsumi Water Polo Centre, Tokio Sędzia: Frank Ohme Georgios Stavridis |

| 31 lipca 202110:00 | Czarnogóra | 19:12(5:3, 6:3, 3:3, 5:3) | Kazachstan | Tatsumi Water Polo Centre, Tokio Sędzia: Frank Ohme Georgios Stavridis |
| 31 lipca 202110:00 |            | 19:12(5:3, 6:3, 3:3, 5:3) |            | Tatsumi Water Polo Centre, Tokio Sędzia: Frank Ohme Georgios Stavridis |

| 31 lipca 202111:30 | Australia | 5:16(2:4, 1:4, 2:5, 0:3) | Hiszpania | Tatsumi Water Polo Centre, Tokio Sędzia: Adrian Alexandrescu Sébastien Dervieux |
| 31 lipca 202111:30 |           | 5:16(2:4, 1:4, 2:5, 0:3) |           | Tatsumi Water Polo Centre, Tokio Sędzia: Adrian Alexandrescu Sébastien Dervieux |

| 31 lipca 202115:30 | Chorwacja | 14:12(5:3, 1:1, 4:4, 4:4) | Serbia | Tatsumi Water Polo Centre, Tokio Sędzia: Michael Goldenberg Michiel Zwart |
| 31 lipca 202115:30 |           | 14:12(5:3, 1:1, 4:4, 4:4) |        | Tatsumi Water Polo Centre, Tokio Sędzia: Michael Goldenberg Michiel Zwart |

| 2 sierpnia 202114:00 | Serbia | 13:6(6:1, 2:1, 3:2, 2:2) | Czarnogóra | Tatsumi Water Polo Centre, Tokio Sędzia: Alessandro Severo Frank Ohme |
| 2 sierpnia 202114:00 |        | 13:6(6:1, 2:1, 3:2, 2:2) |            | Tatsumi Water Polo Centre, Tokio Sędzia: Alessandro Severo Frank Ohme |

| 2 sierpnia 202115:30 | Hiszpania | 8:4(2:1, 1:0, 4:2, 1:1) | Chorwacja | Tatsumi Water Polo Centre, Tokio Sędzia: Georgios Stavridis György Kun |
| 2 sierpnia 202115:30 |           | 8:4(2:1, 1:0, 4:2, 1:1) |           | Tatsumi Water Polo Centre, Tokio Sędzia: Georgios Stavridis György Kun |

| 2 sierpnia 202119:50 | Australia | 15:7(4:1, 3:0, 5:2, 3:4) | Kazachstan | Tatsumi Water Polo Centre, Tokio Sędzia: Germán Moller Michael Goldenberg |
| 2 sierpnia 202119:50 |           | 15:7(4:1, 3:0, 5:2, 3:4) |            | Tatsumi Water Polo Centre, Tokio Sędzia: Germán Moller Michael Goldenberg |

### Faza pucharowa
|  |                   |                   |              |            |    |           |            |            |                   |                   |                   |       |       |
|  | Ćwierćfinały      | Ćwierćfinały      | Ćwierćfinały |            |    | Półfinały | Półfinały  | Półfinały  |                   |                   | Finał             | Finał | Finał |
|  | Ćwierćfinały      | Ćwierćfinały      | Ćwierćfinały |            |    | Półfinały | Półfinały  | Półfinały  |                   |                   | Finał             | Finał | Finał |
|  | 4 sierpnia        |                   |              |            |    |           |            |            |                   |                   |                   |       |       |
|  |                   |                   |              |            |    |           |            |            |                   |                   |                   |       |       |
|  | Stany Zjednoczone | Stany Zjednoczone | 8            |            |    |           |            |            |                   |                   |                   |       |       |
|  | Stany Zjednoczone | Stany Zjednoczone | 8            | 6 sierpnia |    |           |            |            |                   |                   |                   |       |       |
|  | Hiszpania         | Hiszpania         | 12           |            |    |           |            |            |                   |                   |                   |       |       |
|  | Hiszpania         | Hiszpania         | 12           |            |    | Hiszpania | Hiszpania  | 9          |                   |                   |                   |       |       |
|  | 4 sierpnia        |                   |              |            |    | Hiszpania | Hiszpania  | 9          |                   |                   |                   |       |       |
|  |                   |                   | Serbia       | Serbia     | 10 |           |            |            |                   |                   |                   |       |       |
|  | Włochy            | Włochy            | Serbia       | Serbia     | 10 | 6         |            |            |                   |                   |                   |       |       |
|  | Włochy            | Włochy            |              |            |    | 6         | 8 sierpnia |            |                   |                   |                   |       |       |
|  | Serbia            | Serbia            | 10           |            |    |           |            |            |                   |                   |                   |       |       |
|  | Serbia            | Serbia            | 10           |            |    | Serbia    | Serbia     | 13         |                   |                   |                   |       |       |
|  | 4 sierpnia        |                   |              |            |    | Serbia    | Serbia     | 13         |                   |                   |                   |       |       |
|  |                   |                   | Grecja       | Grecja     | 10 |           |            |            |                   |                   |                   |       |       |
|  | Grecja            | Grecja            | Grecja       | Grecja     | 10 | 10        |            |            |                   |                   |                   |       |       |
|  | Grecja            | Grecja            | 6 sierpnia   |            |    | 10        |            |            |                   |                   |                   |       |       |
|  | Czarnogóra        | Czarnogóra        | 4            |            |    |           |            |            |                   |                   |                   |       |       |
|  | Czarnogóra        | Czarnogóra        | 4            |            |    | Grecja    | Grecja     | 9          | Mecz o 3. miejsce | Mecz o 3. miejsce | Mecz o 3. miejsce |       |       |
|  | 4 sierpnia        |                   |              |            |    | Grecja    | Grecja     | 9          | Mecz o 3. miejsce | Mecz o 3. miejsce | Mecz o 3. miejsce |       |       |
|  |                   |                   | Węgry        | Węgry      | 6  |           |            | 8 sierpnia | 8 sierpnia        | 8 sierpnia        |                   |       |       |
|  | Węgry             | Węgry             | Węgry        | Węgry      | 6  | 15        |            | 8 sierpnia | 8 sierpnia        | 8 sierpnia        |                   |       |       |
|  | Węgry             | Węgry             |              |            |    |           |            | Węgry      | Węgry             | 9                 |                   |       |       |
|  | Chorwacja         | Chorwacja         | 11           |            |    |           |            |            | Węgry             | 9                 |                   |       |       |
|  | Chorwacja         | Chorwacja         | 11           |            |    |           |            | Hiszpania  | Hiszpania         | 5                 |                   |       |       |
|  |                   |                   |              |            |    |           |            |            | Hiszpania         | 5                 |                   |       |       |

|  | 5-8 miejsca       | 5-8 miejsca       |    |            | o 5 miejsce | o 5 miejsce |  |
|  |                   |                   |    |            |             |             |  |
|  | 6 sierpnia        |                   |    |            |             |             |  |
|  | Czarnogóra        | 10                |    |            |             |             |  |
|  | Chorwacja         | 12                |    |            |             |             |  |
|  |                   |                   |    |            |             |             |  |
|  |                   |                   |    |            | 8 sierpnia  |             |  |
|  |                   |                   |    |            | Chorwacja   | 14          |  |
|  |                   | Stany Zjednoczone | 11 |            |             |             |  |
|  |                   |                   |    |            |             |             |  |
|  |                   |                   |    |            |             |             |  |
|  |                   |                   |    |            | o 7 miejsce |             |  |
|  | 6 sierpnia        | 6 sierpnia        |    | 8 sierpnia | 8 sierpnia  |             |  |
|  | Włochy            | 6                 |    | Czarnogóra | 14 (3)      |             |  |
|  | Stany Zjednoczone | 7                 |    |            | Włochy      | 14 (4)      |  |

#### Ćwierćfinały
godziny zostały podane w czasie japońskim (UTC+9)
| 4 sierpnia 202114:00 | Stany Zjednoczone | 8:12(3:3, 3:3, 0:1, 2:5) | Hiszpania | Tatsumi Water Polo Centre, Tokio Sędzia: Michiel Zwart György Kun |
| 4 sierpnia 202114:00 |                   | 8:12(3:3, 3:3, 0:1, 2:5) |           | Tatsumi Water Polo Centre, Tokio Sędzia: Michiel Zwart György Kun |

| 4 sierpnia 202115:30 | Grecja | 10:4(1:0, 2:1, 3:1, 4:2) | Czarnogóra | Tatsumi Water Polo Centre, Tokio Sędzia: Adrian Alexandrescu Alessandro Severo |
| 4 sierpnia 202115:30 |        | 10:4(1:0, 2:1, 3:1, 4:2) |            | Tatsumi Water Polo Centre, Tokio Sędzia: Adrian Alexandrescu Alessandro Severo |

| 4 sierpnia 202118:20 | Włochy | 6:10(2:5, 1:4, 1:0, 2:1) | Serbia | Tatsumi Water Polo Centre, Tokio Sędzia: Arkadiy Voevodin Georgios Stavridis |
| 4 sierpnia 202118:20 |        | 6:10(2:5, 1:4, 1:0, 2:1) |        | Tatsumi Water Polo Centre, Tokio Sędzia: Arkadiy Voevodin Georgios Stavridis |

| 4 sierpnia 202119:50 | Węgry | 15:11(2:3, 5:2, 4:3, 4:3) | Chorwacja | Tatsumi Water Polo Centre, Tokio Sędzia: Sébastien Dervieux Frank Ohme |
| 4 sierpnia 202119:50 |       | 15:11(2:3, 5:2, 4:3, 4:3) |           | Tatsumi Water Polo Centre, Tokio Sędzia: Sébastien Dervieux Frank Ohme |

#### Miejsca 5.-8.
Półfinały
| 6 sierpnia 202114:00 | Czarnogóra | 10:12(0:1, 4:5, 3:3, 3:3) | Chorwacja | Tatsumi Water Polo Centre, Tokio Sędzia: Viktor Salniczenko György Kun |
| 6 sierpnia 202114:00 |            | 10:12(0:1, 4:5, 3:3, 3:3) |           | Tatsumi Water Polo Centre, Tokio Sędzia: Viktor Salniczenko György Kun |

| 6 sierpnia 202118:20 | Włochy | 6:7(2:2, 1:3, 2:0, 1:2) | Stany Zjednoczone | Tatsumi Water Polo Centre, Tokio Sędzia: Sébastien Dervieux Xevi Buch |
| 6 sierpnia 202118:20 |        | 6:7(2:2, 1:3, 2:0, 1:2) |                   | Tatsumi Water Polo Centre, Tokio Sędzia: Sébastien Dervieux Xevi Buch |

Mecz o 7. miejsce
| 8 sierpnia 202109:30 | Czarnogóra | 14:14 k. 3:4(2:3, 5:4, 4:5, 3:2, k. 3:4) | Włochy | Tatsumi Water Polo Centre, Tokio Sędzia: Viktor Salniczenko Sébastien Dervieux |
| 8 sierpnia 202109:30 |            | 14:14 k. 3:4(2:3, 5:4, 4:5, 3:2, k. 3:4) |        | Tatsumi Water Polo Centre, Tokio Sędzia: Viktor Salniczenko Sébastien Dervieux |

Mecz o 5. miejsce
| 8 sierpnia 202111:00 | Chorwacja | 14:11(2:3, 4:2, 4:2, 4:4) | Stany Zjednoczone | Tatsumi Water Polo Centre, Tokio Sędzia: Alessandro Severo György Kun |
| 8 sierpnia 202111:00 |           | 14:11(2:3, 4:2, 4:2, 4:4) |                   | Tatsumi Water Polo Centre, Tokio Sędzia: Alessandro Severo György Kun |

#### Półfinały
| 6 sierpnia 202115:30 | Grecja | 9:6(2:1, 1:1, 2:2, 4:2) | Węgry | Tatsumi Water Polo Centre, Tokio Sędzia: Michael Goldenberg Arkadiy Voevodin |
| 6 sierpnia 202115:30 |        | 9:6(2:1, 1:1, 2:2, 4:2) |       | Tatsumi Water Polo Centre, Tokio Sędzia: Michael Goldenberg Arkadiy Voevodin |

| 6 sierpnia 202119:50 | Serbia | 10:9(2:0, 2:5, 1:2, 5:2) | Hiszpania | Tatsumi Water Polo Centre, Tokio Sędzia: Adrian Alexandrescu Michiel Zwart |
| 6 sierpnia 202119:50 |        | 10:9(2:0, 2:5, 1:2, 5:2) |           | Tatsumi Water Polo Centre, Tokio Sędzia: Adrian Alexandrescu Michiel Zwart |

#### Mecz o 3. miejsce
| 8 sierpnia 202113:40 | Węgry | 9:5(3:3, 2:2, 1:0, 3:0) | Hiszpania | Tatsumi Water Polo Centre, Tokio Sędzia: Arkadiy Voevodin Georgios Stavridis |
| 8 sierpnia 202113:40 |       | 9:5(3:3, 2:2, 1:0, 3:0) |           | Tatsumi Water Polo Centre, Tokio Sędzia: Arkadiy Voevodin Georgios Stavridis |

#### Finał
| 8 sierpnia 202116:30 | Grecja | 10:13(3:6, 4:2, 2:2, 1:3) | Serbia | Tatsumi Water Polo Centre, Tokio Sędzia: Michael Goldenberg Xevi Buch |
| 8 sierpnia 202116:30 |        | 10:13(3:6, 4:2, 2:2, 1:3) |        | Tatsumi Water Polo Centre, Tokio Sędzia: Michael Goldenberg Xevi Buch |

#### Klasyfikacja końcowa
| pozycja | Drużyna           |
| ------- | ----------------- |
| złoto   | Serbia            |
| srebro  | Grecja            |
| brąz    | Węgry             |
| 4.      | Hiszpania         |
| 5.      | Chorwacja         |
| 6.      | Stany Zjednoczone |
| 7.      | Włochy            |
| 8.      | Czarnogóra        |
| 9.      | Australia         |
| 10.     | Japonia           |
| 11.     | Kazachstan        |
| 12.     | Południowa Afryka |

## Medaliści
| Złoto | Srebro | Brąz |
| Serbia Milan Aleksić Nikola Dedović Filip Filipović Nikola Jakšić Đorđe Lazić Dušan Mandić Branislav Mitrović Stefan Mitrović Duško Pijetlović Gojko Pijetlović Andrija Prlainović Sava Ranđelović Strahinja Rašović Trener: Dejan Savić | Grecja Stylianos Argyropoulos Georgios Dervisis Ioannis Fountoulis Konstantinos Galanidis Konstantinos Genidounias Konstantinos Gkiouvetsis Marios Kapotsis Christodoulos Kolomvos Konstantinos Mourikis Alexandros Papanastasiou Dimitrios Skoumpakis Angelos Vlachopoulos Emmanouil Zerdevas Trener: Thodoris Vlachos | Węgry Dániel Angyal Balázs Erdélyi Balázs Hárai Norbert Hosnyánszky Szilárd Jansik Krisztián Manhercz Tamás Mezei Viktor Nagy Mátyás Pásztor Márton Vámos Dénes Varga Soma Vogel Gergő Zalánki Trener: Tamás Märcz |